# Anikó Nagy
Anikó Nagy (* 1. April 1970 in Sajószentpéter) ist eine ungarische Handballspielerin.
Nagy stand in ihrer Karriere unter anderem beim ungarischen Verein Győri Graboplast ETO und beim dänischen Verein Fox Team Nord Frederikshavn unter Vertrag. Die Rückraumspielerin gehörte dem Kader der ungarischen Nationalmannschaft an. Nagy nahm 1996 an den Olympischen Sommerspielen in Atlanta teil und gewann eine Bronzemedaille. Bei den Olympischen Sommerspielen 2000 in Sydney gewann sie Silber. Weiterhin belegte sie mit der ungarischen Auswahl bei der Weltmeisterschaft 1995 den zweiten Rang.